# Itapetinga (gemeente)
Itapetinga is een gemeente in de Braziliaanse deelstaat Bahia. De gemeente telt 66.665 inwoners (schatting 2009).

## Aangrenzende gemeenten
De gemeente grenst aan Caatiba, Itaju do Colônia, Itarantim, Itambé, Itororó, Macarani, Pau Brasil en Potiraguá.

## Geboren
- Marcos Leonardo (2 mei 2003), voetballer